# Mode Bizarre
A Mode Bizarre az Ivan & The Parazol 2014-ben megjelent második stúdióalbuma. Az album 4. helyezést ért el a MAHASZ Top 40 album-, DVD- és válogatáslemez-listáján.

## Az album dalai
Az összes dalszöveg szerzője az Ivan & The Parazol. 
| 1.    | Let Go                              | 2:28 |
| 2.    | Wish You the Best                   | 2:54 |
| 3.    | Rock 'n Roll On the Floor           | 2:17 |
| 4.    | Don't Wanna Die                     | 3:06 |
| 5.    | Together                            | 2:39 |
| 6.    | I Won't Make It All Alone           | 3:15 |
| 7.    | Betrayed                            | 2:45 |
| 8.    | Baby Blue                           | 1:49 |
| 9.    | Girl                                | 2:45 |
| 10.   | Love Is Like (Bourbon On the Rocks) | 3:37 |
| 11.   | Room 54                             | 3:46 |
| 12.   | I Got a Feeling That I'm Underneath | 5:25 |
| 36:46 |                                     |      |

## Közreműködők

### Ivan & The Parazol
- Balla Máté – gitár, akusztikus gitár, háttérvokál
- Beke István – billentyűk, háttérvokál
- Simon Bálint – dobok, perkusszió, háttérvokál
- Tarnai János – basszusgitár, háttérvokál
- Vitáris Iván – ének, perkusszió, háttérvokál

### Egyéb közreműködők
- Szeder-Szabó Krisztina – ének a Room 54 c. számban, háttérvokál az I Won't Make It All Alone és I Got a Feeling That I'm Underneath c. számokban
- Hilt Réka – háttérvokál az I Got a Feeling That I'm Underneath c. számban
- Fischer Adrienn – háttérvokál az I Got a Feeling That I'm Underneath c. számban

### Produkció
- Takács Zoltán – keverés és mastering
- Deutsch Gábor – keverés és mastering (Don't Wanna Die és Baby Blue)
- Brucker Bence – hangmérnök
- Philip László – hangmérnök
- Müller András – booklet képek
- Róder András – hátsó borítókép
- Eron Mezza – borítókép, dizájn

## Helyezések
| Lista (2014)                            | Helyezés |
| --------------------------------------- | -------- |
| Magyarország (MAHASZ Top 40 albumlista) | 4        |

## Külső hivatkozások
- Ivan & The Parazol hivatalos oldala
- Az album a Google Play Áruházban
- Az album az iTunes-on
- Az album Spotify-on